# Johan Wilhelm Palmstruch
Pour les articles homonymes, voir Palmstruch.
Johan Wilhelm Palmstruch est un militaire, un artiste et un naturaliste suédois, né le 3 mars 1770 à Stockholm et mort le 30 août 1811 à Vänersborg.
Ce capitaine de cavalerie, surnommé le Sowerby suédois, publie deux vastes ouvrages d’histoire naturelle, Svensk Botanik et Svensk Zoologi. Il apprend le dessin du français Louis-Jean Desprez (1743-1804).
Souhaitant suivre le type d’ouvrage de Georg Christian von Oeder (1728-1791), Flora Danica, ou de James Sowerby (1757-1822), English Botany. Svensk Botanik (ou Botanique de Suède) commence à paraître en 1802 et comptera, à sa fin en 1843, onze volumes composés de 774 planches coloriées à la main et 23 pages d’index. Il commence cette publication avec l’aide financière de l’Académie royale des sciences de Suède, du graveur Carl Wilhelm Venus (1770-1851) et du naturaliste Conrad Quensel (1767-1806). Le texte est signé par les meilleurs botanistes de l’époque, outre Quensel, il faut citer Elias Magnus Fries (1794-1878), Olof Peter Swartz (1760-1818), Göran Wahlenberg (1780-1851) et Pehr Fredrik Wahlberg (1800-1877). Après la mort de Palmstruch, les dessins sont réalisés par Gustav Johan Billberg (1772-1844), O.P. Swartz, Lars Levi Læstadius (1800-1861) et P.F. Wahlberg.

## Note
1. ↑  Palmstruch en signe 455 dessins en couleurs. Ceux-ci sont souvent considérés comme les meilleures illustrations botaniques jamais faites en Suède.

Palmstr. est l’abréviation botanique standard de Johan Wilhelm Palmstruch.
Consulter la liste des abréviations d'auteur en botanique ou la liste des plantes assignées à cet auteur par l'IPNI, la liste des champignons assignés par MycoBank, la liste des algues assignées par l'AlgaeBase et la liste des fossiles assignés à cet auteur par l'IFPNI.